# Giuseppe Quandel
Giuseppe Quandel (Napoli, 21 agosto 1833 – Cassino, 27 febbraio 1897) è stato un abate, militare e astronomo italiano, abate di Montecassino per un anno, dal 1896 alla morte avvenuta nel 1897. Contribuì alla fondazione dell'osservatorio meteorologico dell'abbazia, che promosse un'intensa attività di rilevazione scientifica e sperimentazione aeronautica nel solco della tradizione benedettina di dialogo tra fede e scienza.

## Biografia
Nato a Napoli, Quandel intraprese la carriera militare nell'ambito dell'esercito borbonico assieme al fratello Ludovico. Nel 1860 prese parte alla difesa della piazzaforte di Gaeta durante l'assedio portato dall'esercito piemontese. Con la fine del Regno delle Due Sicilie e l'Unità d'Italia, abbandonò la carriera militare e si ritirò a vita religiosa.
Fu accolto a Montecassino, dove nel 1896 fu eletto abate, carica che mantenne fino alla morte avvenuta nel 1897. La sua figura si colloca in un periodo di delicata transizione per le istituzioni monastiche, che cercavano un rinnovato ruolo nella società italiana postunitaria, anche attraverso l'apertura a nuovi ambiti di studio e ricerca.

## Attività scientifica
Tra i progetti più rilevanti del suo abbaziato vi fu la fondazione, nel 1882, dell'Osservatorio meteorologico dell'abbazia di Montecassino. Quandel incaricò i monaci di raccogliere dati climatici con regolarità quotidiana e fece installare nella clausura strumenti scientifici all'avanguardia, tra cui barometri, termometri a massima e minima, pluviometri e anemometri. Le rilevazioni venivano inviate all'Ufficio Centrale di Meteorologia di Roma e pubblicate su bollettini ufficiali.
Nel chiostro del monastero fu costruita una piccola torretta in legno, che fungeva da stazione aerologica per l'osservazione atmosferica in quota, da cui venivano lanciati anche palloni aerostatici per il rilevamento di dati meteorologici in quota.
L'osservatorio si configurava come una delle poche realtà scientifiche operative in ambito ecclesiastico italiano nel periodo, paragonabile per impostazione a quello del Collegio Romano. La peculiarità consisteva nel fatto che l'intera attività era svolta all'interno della clausura da monaci non solo dediti alla preghiera e allo studio, ma anche impegnati in un'attività di ricerca scientifica sistematica.
Uno degli aspetti più curiosi dell'attività promossa da Quandel fu l'utilizzo di mongolfiere e palloni aerostatici. Alcuni monaci, su suo impulso, sperimentarono il lancio di aerostati come strumenti per la misurazione della temperatura e dell'umidità a diverse altitudini. Tali esperimenti, documentati in fonti d'archivio, anticiparono alcune delle tecniche poi usate dalla meteorologia scientifica del primo Novecento.

## La reliquia bresciana di san Benedetto
Nel 1878, Quandel fu incaricato ufficialmente dall'abate di Montecassino Nicola d'Orgemont di recarsi a Brescia per verificare le condizioni della reliquia del braccio di san Benedetto, dopo che si era diffusa la notizia della distruzione del suo prezioso reliquiario longobardo, avvenuta nel 1870 senza autorizzazione episcopale.
Quandel giunse a Brescia il 12 ottobre 1878 portando con sé una lettera di accompagnamento del cardinale Domenico Bartolini diretta al vescovo di Brescia Girolamo Verzeri, nella quale lo si informava della spiacevole quanto imbarazzante situazione e della necessità di Montecassino di prendere provvedimenti. Quandel, accompagnato dal vescovo coadiutore Giacomo Maria Corna Pellegrini Spandre, prese parte all'apertura della cassetta che conteneva le ossa superstiti e ne prelevò un frammento per riportarlo a Montecassino, dove fu solennemente accolto.
Il ritorno di questa reliquia avveniva in vista del XIV centenario della nascita di san Benedetto e, oltre che motivata da ragioni di tutela, era funzionale una più ampia strategia di recupero e centralizzazione delle reliquie storicamente riconducibili al fondatore dell'ordine.